# Z Corvi
Z Corvi är en kortperiodisk förmörkelsevariabel av Algol-typ (EA/SD) i stjärnbilden  Korpen.
Stjärnan har en visuell magnitud som varierar mellan ungefär +14,0 och 16,5 med en period av 0,504754 dygn eller 12,1141 timmar.